# إيف دوراند
إيف دوراند (بالفرنسية: Yves Durand) هو سياسي فرنسي، ولد في 6 يونيو 1946 في فرنسا. حزبياً، نشط في الحزب الاشتراكي.

## مناصب
- انتخب نائب فرنسي عن دائرة Nord's 11th constituency [الإنجليزية]‏ خلال فترته النيابية (20 يونيو 2012 – 20 يونيو 2017).
- انتخب نائب فرنسي عن دائرة Nord's 11th constituency [الإنجليزية]‏ خلال فترته النيابية [الإنجليزية]‏ (20 يونيو 2007 – 19 يونيو 2012).
- انتخب نائب فرنسي عن دائرة Nord's 11th constituency [الإنجليزية]‏ خلال فترته النيابية  [لغات أخرى]‏ (19 يونيو 2002 – 19 يونيو 2007).
- انتخب نائب فرنسي عن دائرة Nord's 11th constituency [الإنجليزية]‏ خلال فترته النيابية  [لغات أخرى]‏ (12 يونيو 1997 – 18 يونيو 2002).
- انتخب عضو مجلس جهوي.
- انتخب رئيس بلدية [الإنجليزية]‏ Lomme [الإنجليزية]‏ (1 يونيو 1990 – 16 سبتمبر 2012).
- انتخب نائب فرنسي عن دائرة Nord's 11th constituency [الإنجليزية]‏ خلال فترته النيابية  [لغات أخرى]‏ (23 يونيو 1988 – 1 أبريل 1993).